# 格莉德
格莉德，（Grid、Gríðr）。她是一名和諸神友好的霜巨人，她是奧丁（Odin）的情人之一，也是維達（Vidar）的母親。
另外，在《散文埃達》的詩語法篇中，索爾在洛基的計謀下沒帶「雷神之鎚」，也沒帶著「力量腰帶」和「鐵手套」就前往巨人國度挑戰，途中經過女巨人格莉德的住處時，格莉德將自己的不斷之杖、綁腿、鐵手套借給了索爾。